# Berge (roman)
Berge är en roman från 2017 av den norska författaren Jan Kjærstad, utgiven på förlaget Aschehoug. Romanen utspelar sig i och utanför Oslo och handlar om tre personer som på olika sätt berörs av ett terrordåd sensommaren 2008. Romanen är influerad av attentaten i Norge 2011.

## Handling
Norges socialdemokratiska transportminister Arve Storefjeld – liksom hans sambo, hans dotter Gry Storefjeld, dotterns pojkvän och pojkvännens dotter – har en sensommarnatt 2008 knivmördats i vad som förmodas vara ett terrorattentat. Romanens första del börjar med att nyheten når journalisten Ine Wang, som just har skrivit en bok om Arve Storefjeld och därför får ett uppsving i karriären och en guldkant på en tillvaro som med tiden blivit alltmer händelselös. Del två handlar om domaren Peter Malm och det stilla liv han lever. Han tilldelas så småningom Storefjeldfallet och bävar inför uppgiften. Han tvivlar både på sin yrkesförmåga och på rättsprocessen. Del tre fokuserar på Nicolai Berge, en misslyckad författare och före detta sambo till offret Gry Storefjeld.